# Тальма (канал)
Тальма — оросительно-обводнительный канал для водообеспечения засушливых и маловодных районов Терско-Сулакской низменностей на территории Бабаюртовского района Дагестана.

## География
Канал фактически является продолжением отмирающего рукава реки Сулак - Малый Сулак. Голова канала расположена у кутана Казиюрт, устье в юго-западной части так называемого озера Южный Аграхан (бывшая южная часть Аграханского залива). В селе Турзин от канала отодятся каналы: Тарсакан (бывший Ричард), Правобережный и Левобережный. Правобережный и Левобережный каналы проходят вдоль русла Тальмы от села Турзин и сбрасываются в него у кутана Львовский № 13.

## История
В 1901 году в Присулакских степях у братьев князей Александра Николаевича и Константина Николаевича Львовых немцами переселенцами из Молочанского меннонитского округа была приобретена земля. На купленном участке ими было основано 16 колоний-поселений. В первые же годы жизни на новом месте колонисты столкнулись с неурожаем в следствии засушливости климата территории.В 1902 году специальной поземельной комиссией Хасавюртовского округа было подано прощение в Санкт-Петербург о разрешении строительства канала.